# Bersaglio

Il bersaglio utilizzato nel tiro con l'arco dalla World Archery Federation.

Un bersaglio è tutto ciò che si vuol colpire, sia con il tiro di una arma (ad esempio armi da fuoco, con armi da getto e con le armi da mano). Si dice bersaglio anche il segno in cui si indirizza la mira di ogni tipo di arma per abituare il tiratore a tenere giusto il colpo. 

## Classificazione
Bisogna distinguere:
- bersagli da guerra. Costituiscono l'obiettivo che si vuol colpire e contro cui si vuole dirigere il fuoco. 
  - Per la fanteria sono bersagli: uomini, cavalli, quadrupedi da soma e da traino, (questi sono bersagli animati) inoltre materiali da guerra, ostacoli che servono da riparo ai combattenti (bersagli inanimati).
  - Sono bersagli dell'artiglieria: fortificazioni permanenti e fortificazioni campali, depositi di munizioni e di materiali, batterie, truppe, palloni, aeroplani, dirigibili, località, comunicazioni, opere d'arte di vie ordinarie e ferrate, impianti ferroviari, navi: cioè essere animati o resistenti.

I bersagli, secondo il modo come sono situati rispetto a chi esegue il tiro, si possono classificare in: 
- visibili;
- non visibili o defilati alla vista, se l'ostacolo coprente intercetta solo la visuale, non la traiettoria, o se sono mascherati in modo da non essere visti;
- defilati alla vampa (solo per l'artiglieria) quando l'ostacolo coprente non intercetta solo la visuale, ma anche la visione della vampa al momento dello sparo;
- coperti o defilati al tiro, se non possono essere colpiti da nessuna traiettoria, per quanto curva; riparati se si trovano a ridosso d'una massa coprente, di un parapetto in terra, di un argine, di un muro, nell'interno di una casa, di una casamatta, di una torre, eccetera.

Ad ogni genere di bersaglio conviene una diversa specie di tiro ed un diverso genere di proietto da impiegare. I bersagli, secondo la loro natura, si prestano ad essere obiettivi più opportunamente della fanteria o di una specialità piuttosto che di un'altra dell'artiglieria. Sono bersagli per l'artiglieria da campagna, a cavallo e da montagna, ed in genere per l'artiglieria leggera: i bersagli animati, i bersagli inanimati mediocremente resistenti (batterie scudate, materiale da guerra, parapetti, muti, abitati non robusti, nidi di mitragliatrici; per le artiglierie pesanti: bersagli animati e bersagli resistenti (opere di fortificazione, materiale da guerra, batterie, parapetti di ferro, reticolati, difese accessorie eccetera); per le artiglieria da costa: navi corazzate, naviglio leggero silurante, navi trasporto; per le artiglierie contraerei: essenzialmente aeroplani. Secondo il modo che si offrono al tiro i bersagli possono essere in verticale ed orizzontale. 
- bersagli per esercitazione, scuole di tiro e per tiri di esperienze. Se per armi portatili, sono costituiti da telai, di legno o ti filo di ferro, ricoperti di tela o carta, di dimensioni e forme varie a seconda della specie di esercitazione che si deve compiere, talvolta sagomati per rappresentare uomini (in piedi, in ginocchio, a terra) e quadrupedi. Sono fissati al suolo con puntelli o tiranti. Nelle esercitazioni di tiro individuale i bersagli sono rettangolari e al centro portano un dischetto colorato detto barilozzo; Nei tiri collettivi si usano bersagli sagomati. Per l'artiglia si usano: bersagli sagomati rappresentanti uomini quadrupedi, pezzi, vetture, etc, costituiti di tavole o lamiere, oppure da telai di fil di ferro o di legno, ricoperti di tela; teloni o telai rettangolari, di dimensioni varie, ricoperti di tela. Talvolta si impiegano, come bersagli, anche affusti e vetture di materiale fuori servizio. Per il passato si usarono talora bersagli mobili fissati su slitte, oppure su telai di ferro muniti di ruote e trainati a distanza per mezzo di funi e carrucole. I bersagli dell'artiglieria contraerei erano palloni liberi, o frenati, ma più specialmente aeroplani sagoma costituiti da un telaio leggero, ricoperto di tela, il quale è sostenuto da un palloncino che si riempie di idrogeno al momento dell'impiego.

- bersagli di marina. Le marine da guerra, per le esercitazioni di tiro con le artiglierie e di lancio dei siluri, adoperano speciali bersagli io quali possono essere di vario tipo:
- bersagli fissi. Si sceglie uno scoglio ben visibile presso un'isola disabitata. Le navi sfilano a conveniente distanza dallo scoglio e sparano le fiancate nel modo prescritto rilevando i punti di caduta.
- bersagli formati da vecchi scafi. I tiri vengono eseguiti da grandissima distanza, anche oltre i venti chilometri e si vuole osservare anche la potenza distruttiva dei proiettili. Si impiegano vecchi scafi o navi radiate dal servizio opportunamente riadattate per fare da bersaglio. Queste vecchie navi vengono rimorchiate, oppure lasciate alla deriva, oppure mettendo le navi in moto e dirigendole in mare per mezzo di radio-telemeccanica.

## Galleria d'immagini

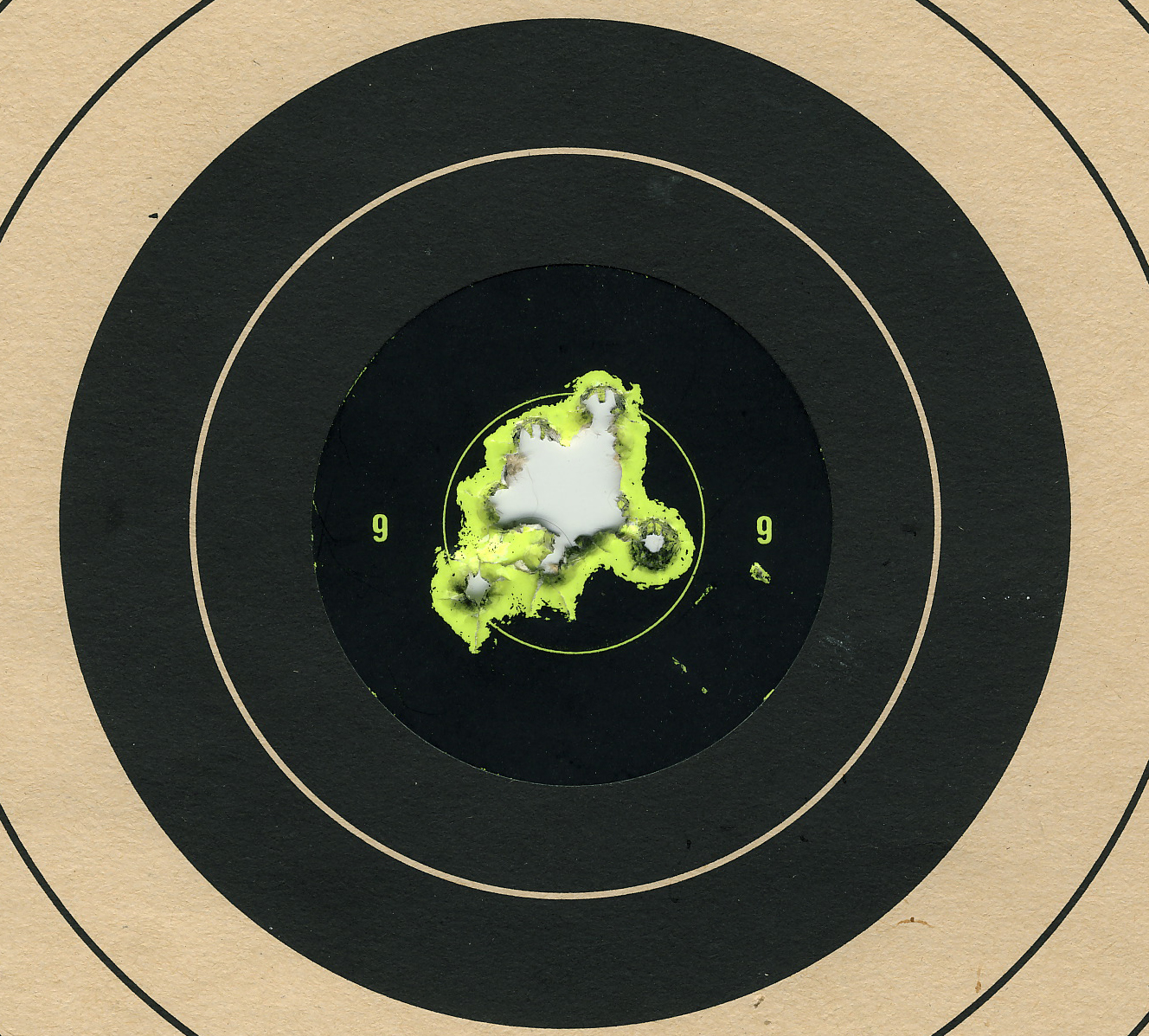
Un bersaglio di carta di tipo "splatter" sparato con proiettili Sierra MatchKing .223 Remington a grana 69 sparati da un fucile Savage 10FP - 25 colpi a una distanza di 91 metri (100 yd), tutti che colpiscono all'interno del bersaglio entro un raggio di 25 millimetri
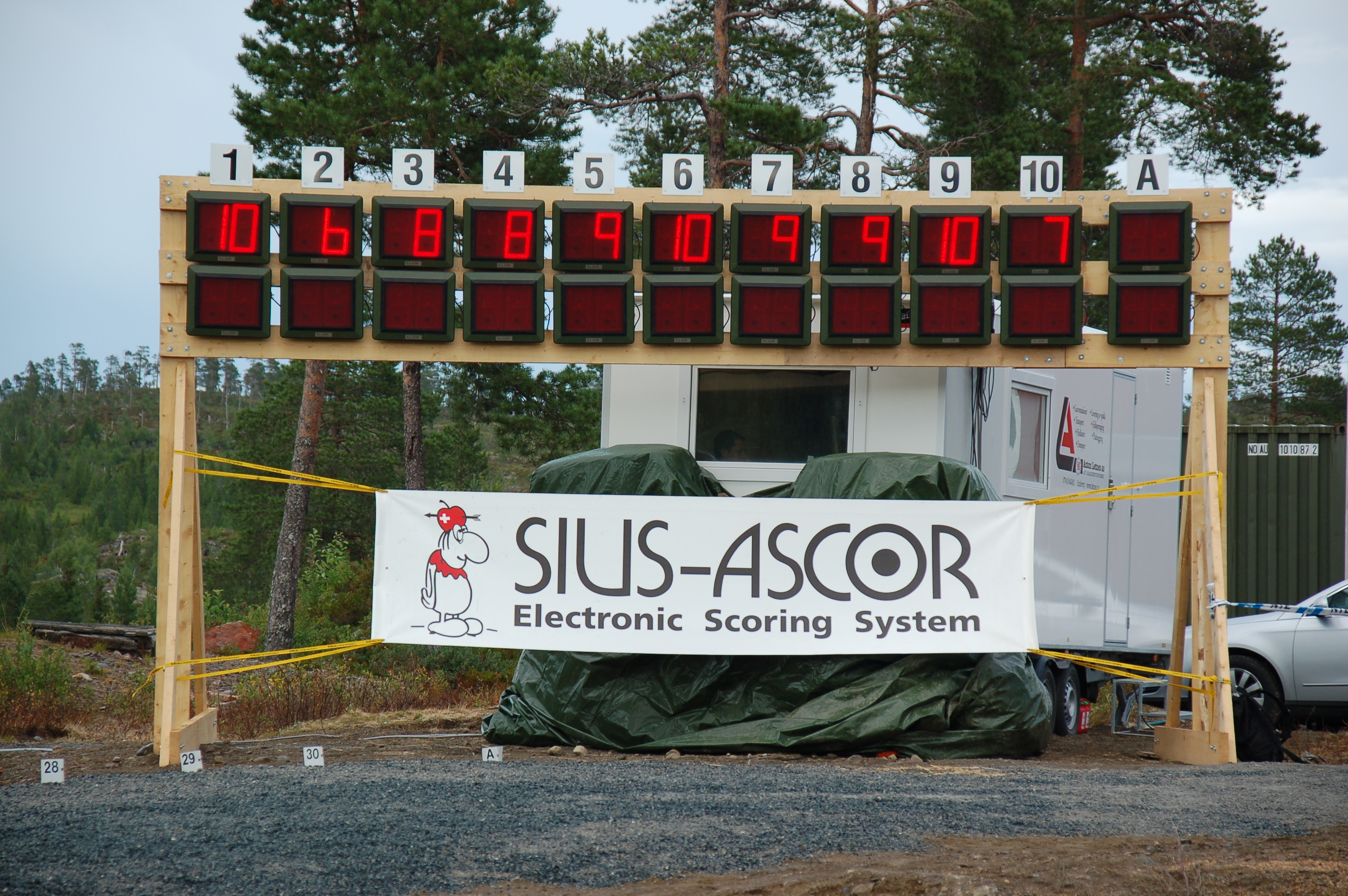
Un tabellone elettronico utilizzato per lo stangskyting (una pratica competizione di fucili popolare in Norvegia dove i duellanti hanno due periodi di 25 secondi per ottenere il maggior numero possibile di colpi su un bersaglio a una distanza sconosciuta, con un numero illimitato di giri) nel 2007 che mostra il numero di colpi per ogni tiratore dopo il primo tempo.
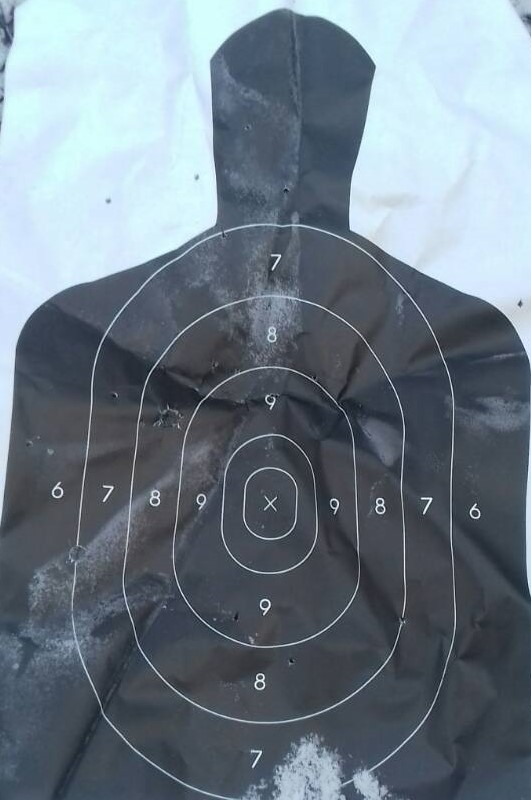
Bersaglio di carta
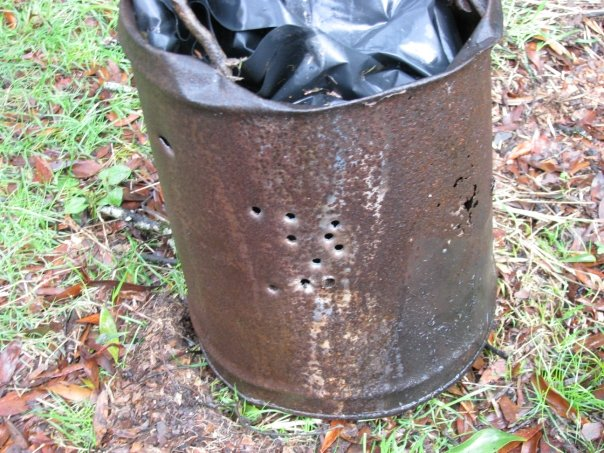
Bersaglio di ferro
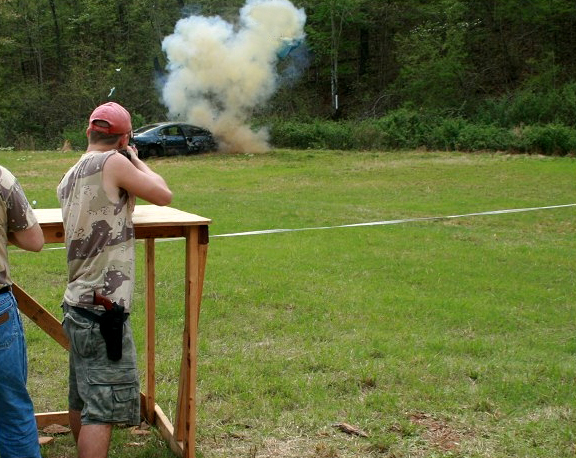
Detonazione del bersaglio che esplode
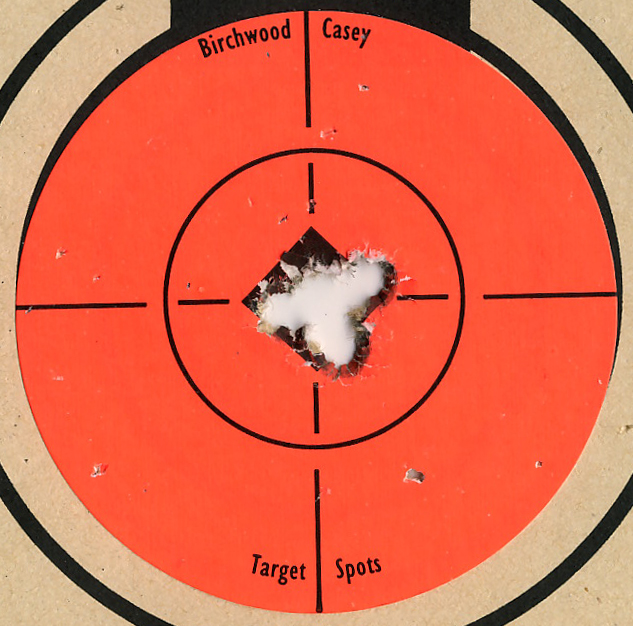
Bersaglio del fucile Savage 10FP in .223 Remington con proiettile Sierra Matchking da 69 grani - 5 colpi a 100 iarde.
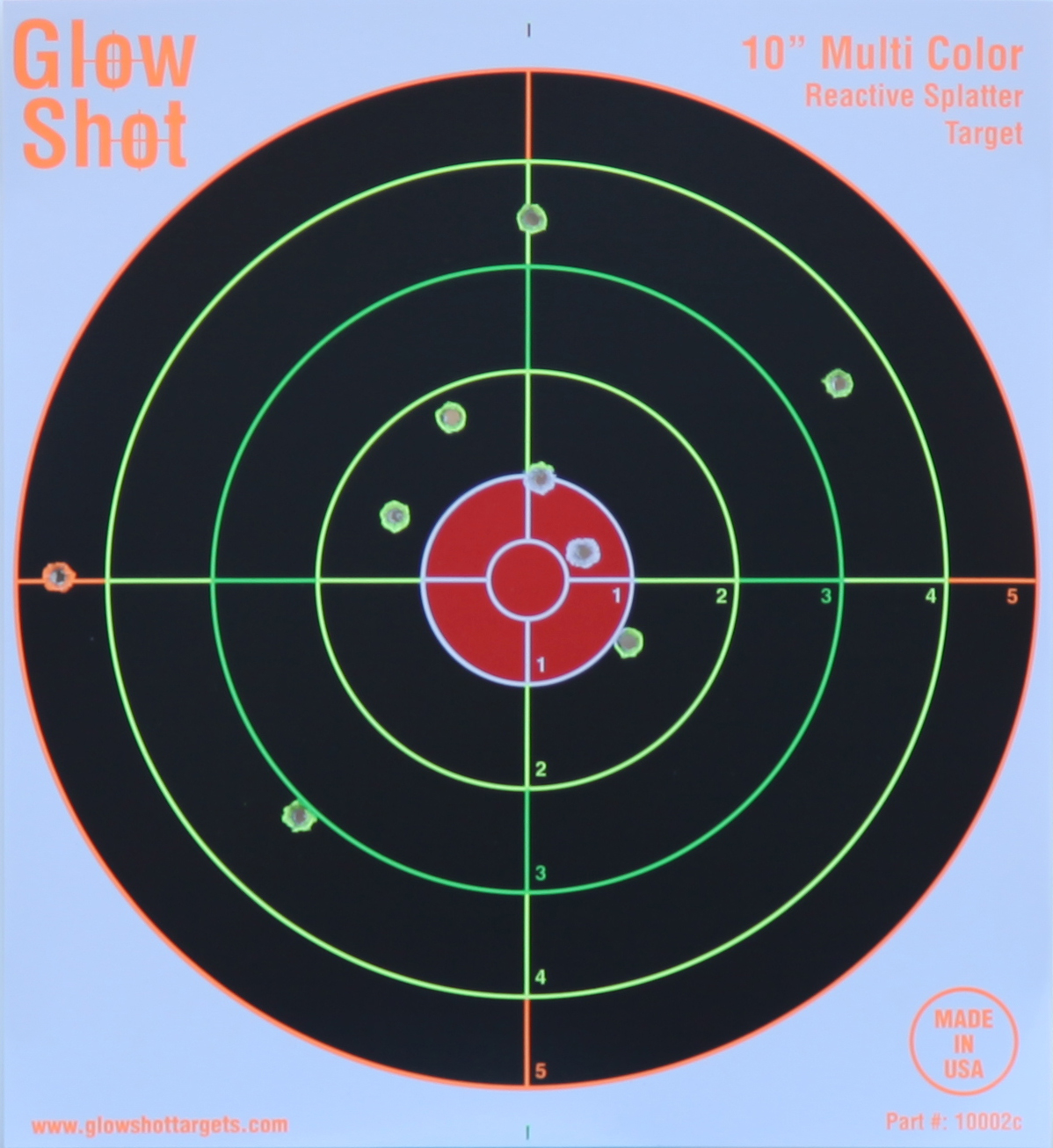
I bersagli splatter reattivi hanno un alone colorato che appare attorno al foro creato dal proiettile, rendendo molto più facile vedere dove ha colpito il proiettile.
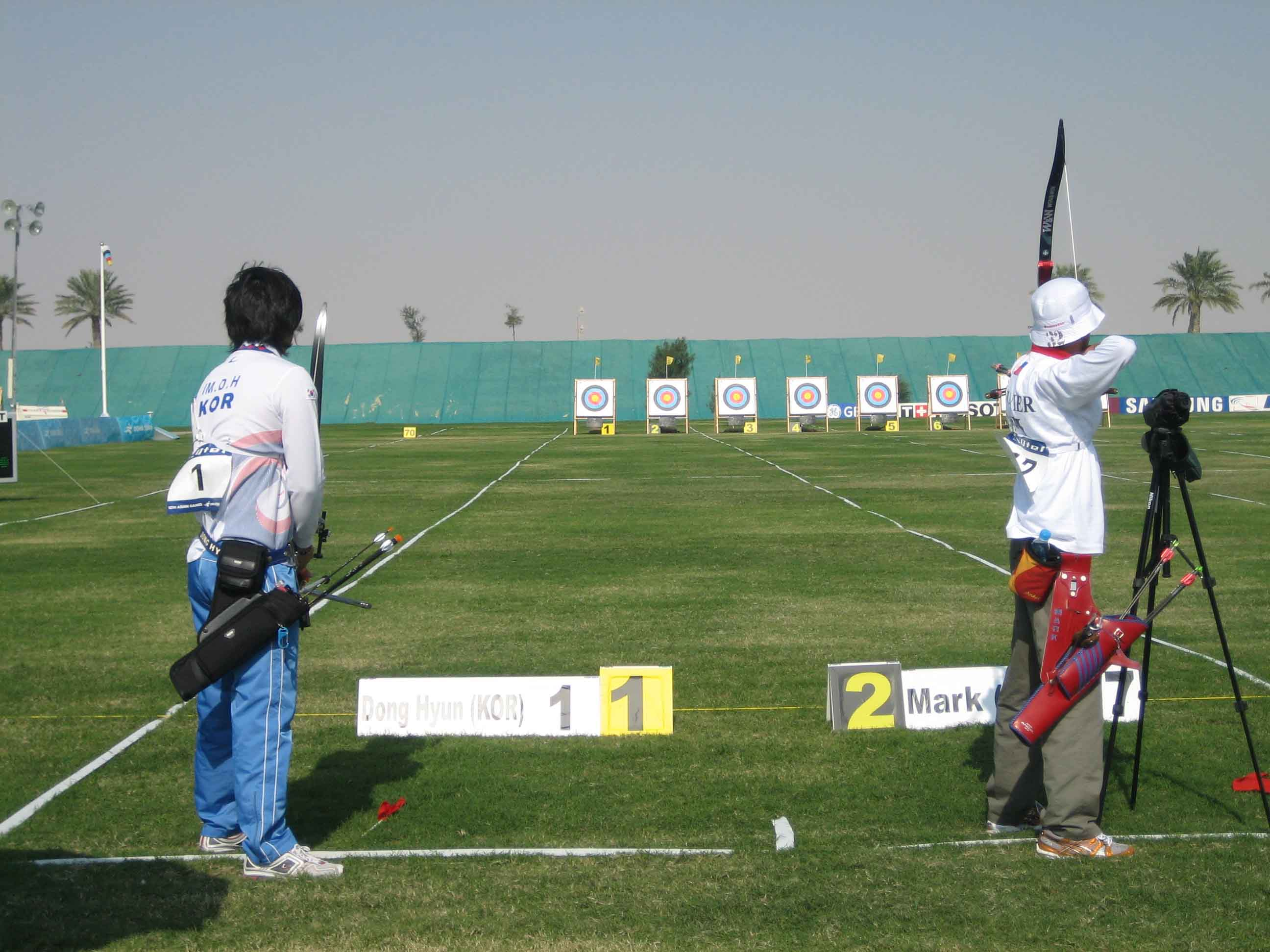
Poligono di tiro con l'arco equipaggiato con bersagli FITA a Doha, in Qatar.
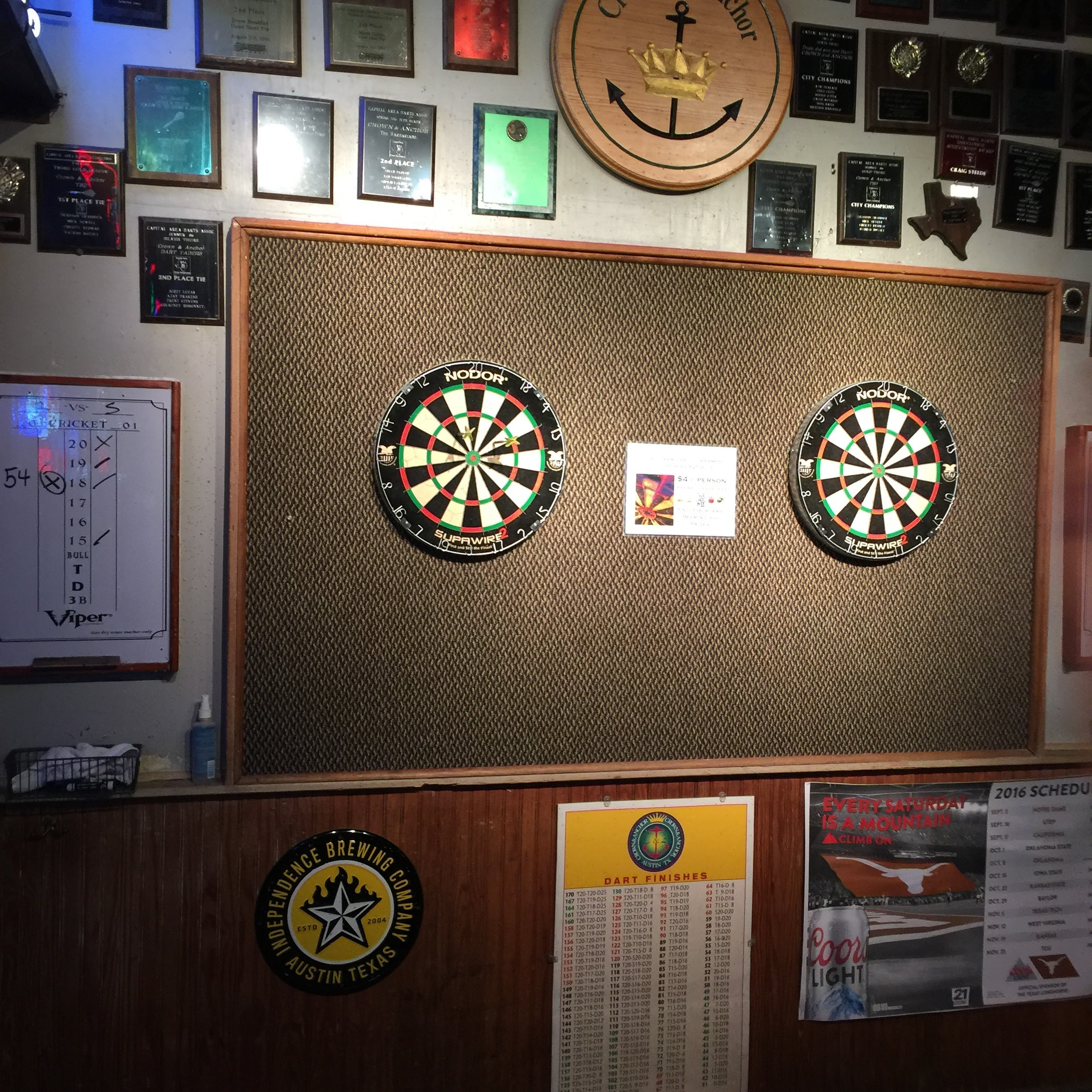
Bersagli facenti parte del gioco delle freccette.
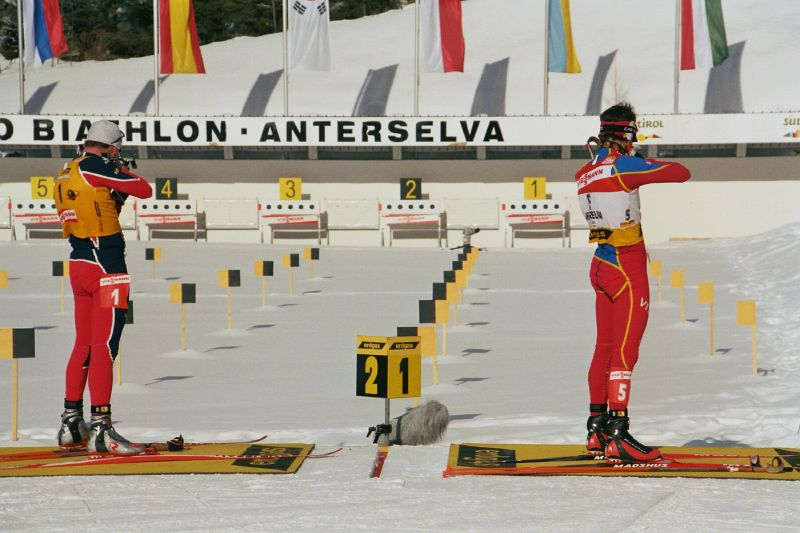
Bersagli usati nel biathlon.